# Grubbia rourkei
Grubbia rourkei es una especie de Magnoliopsida del género Grubbia, de la familia Grubbiaceae, del orden Cornales.

## Distribución
Grubbia rourkei se distribuye por Sudáfrica.

## Taxonomía
Fue descrita científicamente por Sherwin Carlquist. Fue publicado por primera vez por Sherwin Carlquist. Journal of South African Botany, volumen 43, número 2, en la página 124 (1977).